# Перисто-купчасті хмари
Перисто-купчасті хмари (Cirrocumulus, Cc) — гряди чи купи тонких білих хмар без тіні, побудовані з дрібних елементів. Їх поява пов'язана з наближенням холодного фронту. Міжнародна назва — Cirrocumulus. Позначаються символом .

## Зовнішній вигляд
Виглядають як білі, тонкі хмари, що складаються з дуже, дрібних хвиль, пластівців або брижів (без сірих відтінків), частково мають волокнисту будову або безпосередньо переходять у перисті або перисто-шаруваті. Без зв'язку з цими хмарами перисто-купчасті хмари спостерігаються рідко. Як правило, спостерігаються в невеликих кількостях (часто покривають менше 1/10 неба). Висота основи в помірних широтах коливається в межах від 6 до 8 км, а в полярних широтах висота основи перисто-купчастих хмар приблизно 3 км. Товщина шару не перевищує 200-400 м.
Так само як і перисті хмари, перисто-купчасті хмари прозорі і, закриваючи сонце, майже не зменшують освітленості. Блакитне небо, просвічуючи через хмари, надає їм блакитний відтінок. Сонце і Місяць добре видно крізь хмари, при цьому іноді спостерігається гало, а також райдужне забарвлення країв хмари і окремих його ділянок (це явище називається іризацією).
Опади з перисто-купчастих хмар не випадають.

## Утворення
Перисто-купчасті хмари утворюються при виникненні хвильових і конвективних рухів у верхній тропосфері в перистих та перисто-шаруватих хмарах. На думку багатьох спеціалістів, перисто-купчасті є перехідною формою між іншими хмарами. Часто їх можна спостерігати  перед холодним фронтом 2-го роду і перед верхніми холодними фронтами.

## Будова
Перисто-купчасті хмари складаються з дрібних крижаних кристалів, що мають форму стовпчиків або порожнистих призм окремих або з'єднаних по кілька кристалів у комплекси. Рідко в хмарах зустрічаються переохолоджені краплі води. 

## Класифікація
- Cirrocumulus undulatus (Cc und.) – хвилясті, із різновидністю Cirrocumulus lenticularis (Cc lent.) – сочевицеподібні.
- Cirrocumulus cumuliformis (Cc cuf.) – купчастоподібні. Мають вигляд маленьких веж або пластівців, які ростуть по вертикалі. Різновидність цього виду: Cirrocumulus floccus (Cc floc.) – пластівцеподібні.
- Cirrocumulus castellanus (Cc  cas.) –  вежоподібні. Кожний хмарний елемент має зубцеподібну форму та має невеликі вертикальні розміри. Вони часто вказують на нестабільність повітряних мас в верхній тропосфері.

## Умови спостереження із поверхні Землі
Перисто-купчасті хмари, зазвичай, визначаються легко. Їх можливо змішати тільки із високо-купчастими хмарами, на відміну від яких хмари Cirrocumulus частково (особливо по краях) мають волокнисту будову. Крім цього Сс часто переходять безпосередньо у шар перистих або перисто-шаруватих хмар, або явно розміщені на одному рівні з ними. Якщо хвиляста будова перисто-купчастих хмар (або брижів) перероджується у волокнисту структуру, то їх треба відмічати як Cirrus filosus.